# Maseru
Maseru est la capitale du Lesotho ainsi que celle du district de Maseru. Maseru est également la capitale du district de Maseru. Située sur le fleuve Caledon, Maseru se trouve directement à la frontière entre le Lesotho et l'Afrique du Sud. Lors du recensement de 2016, Maseru comptait 330 760 habitants. La ville a été fondée comme camp de police et désignée comme capitale après l'accession du pays au protectorat britannique en 1869. Après l'indépendance du pays en 1966, Maseru a conservé son statut de capitale. Le nom de la ville est un mot sesotho qui signifie « grès rouge »,.

## Histoire
Maseru est fondée par les Britanniques, en 1869, à partir d'un camp de policiers à la suite de la Guerre de l'État libre du Basotho, quand le Basutoland devint un protectorat britannique. Dans le cadre des conditions de paix, Maseru est située à la lisière des "territoires conquis" abandonnés à l'État libre d'Orange (actuellement la province sud-africaine de l'État-Libre). Elle est située à 24 kilomètres à l'ouest de Thaba Bosiu, la forteresse du roi Moshoeshoe Ier, roi du Basotho. Autour de la ville se développe un marché très fréquenté.
Maseru est la capitale administrative de l'État entre 1869 et 1871, avant que celle-ci ne soit transférée à la Colonie du Cap. À partir de 1871, le Basutoland est traité de manière similaire aux territoires annexés par la force, au grand dam des Basothos. Cette situation conduit en 1881 à la Basuto Gun War avec notamment l'incendie de nombreux bâtiments à Maseru. En 1884, le Basutoland retrouve son statut de colonie de la Couronne et Maseru en redevient la capitale. En 1966, lorsque le Basutoland obtient son indépendance et devient le Royaume du Lesotho, Maseru reste la capitale du pays.
Avant l'indépendance, les Britanniques avaient accordé peu d'importance au développement de la ville et celle-ci était restée confinée dans ses limites coloniales. Après 1966, Maseru connait un essor rapide : sa surface est multipliée par sept, passant d'environ 20 kilomètres carrés à une surface actuelle de 138 kilomètres carrés, due à l'incorporation dans la ville des zones péri-urbaines et villages situés à proximité. Le taux annuel de croissance de la population est resté autour de 7 % depuis plusieurs décennies, avant de se tasser à environ 3,5 % entre 1986 et 1996.
Après les élections parlementaires de 1998 au Lesotho qui ont conduit à des soupçons de fraude électorale et à une intervention militaire de l'Afrique du Sud, une grande partie de la ville a été endommagée par des émeutes et des pillages. Le coût de réparation des dommages causés à la ville a été estimé à deux milliards de rands (350 millions de dollars américains), et jusqu'en 2008, les effets des émeutes étaient encore visibles dans la ville.

## Géographie

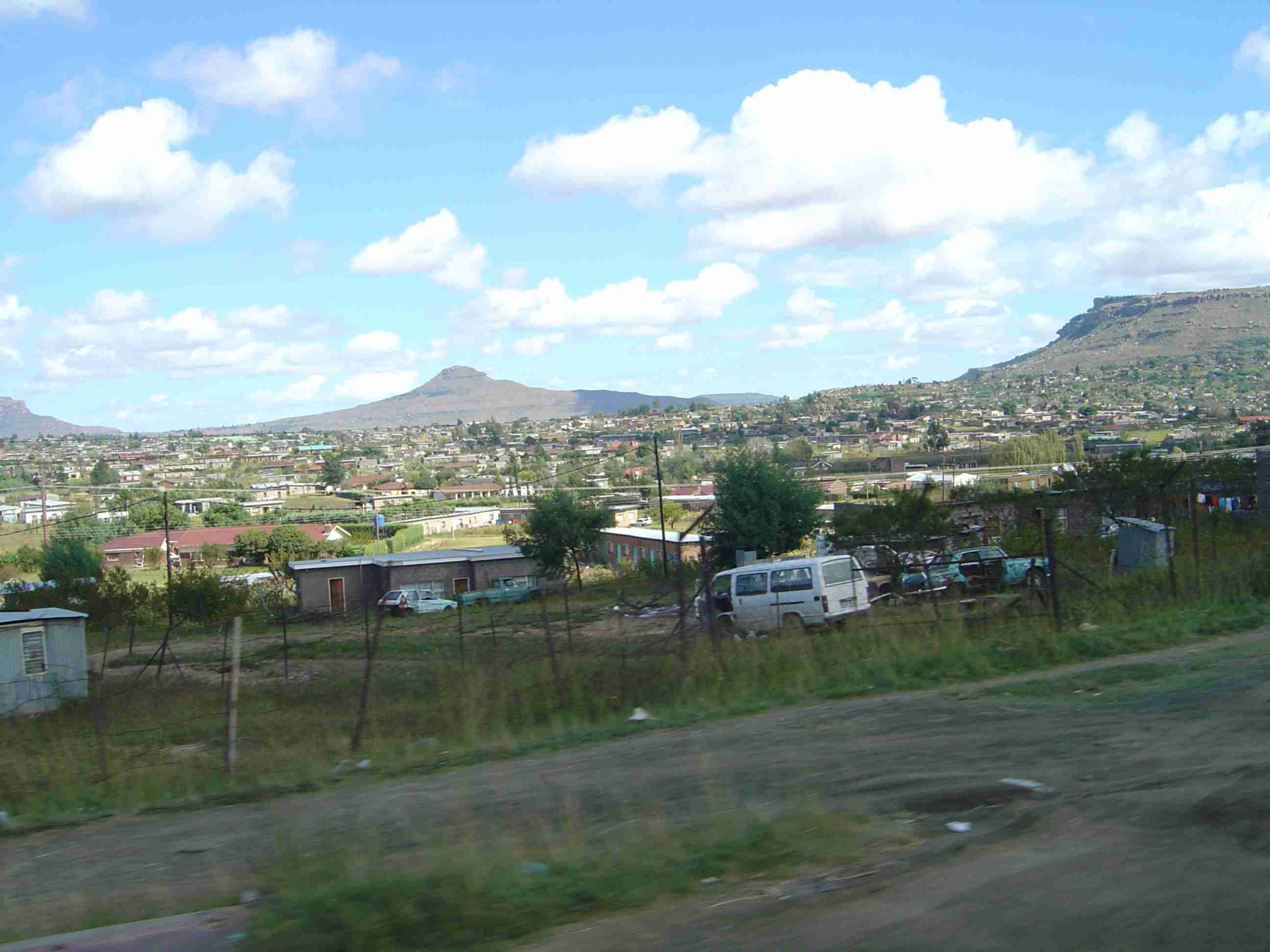
Maseru et ses collines

Maseru est située au nord-ouest du Lesotho, à la frontière avec l'Afrique du Sud, délimitée par la rivière Mohokare, également connue sous le nom de Caledon. Les deux pays sont reliés par un poste frontière au pont de Maseru, qui traverse la rivière. Du côté sud-africain, Ladybrand est la ville la plus proche de Maseru. La ville se trouve dans une vallée peu profonde au pied du Hlabeng-Sa-Likhama, au pied des monts Maloti. L'altitude de la ville est estimée à 1 600 mètres (5 200 pieds) au-dessus du niveau de la mer. La ville a une superficie d'environ 138 kilomètres carrés (53 miles carrés).

## Économie

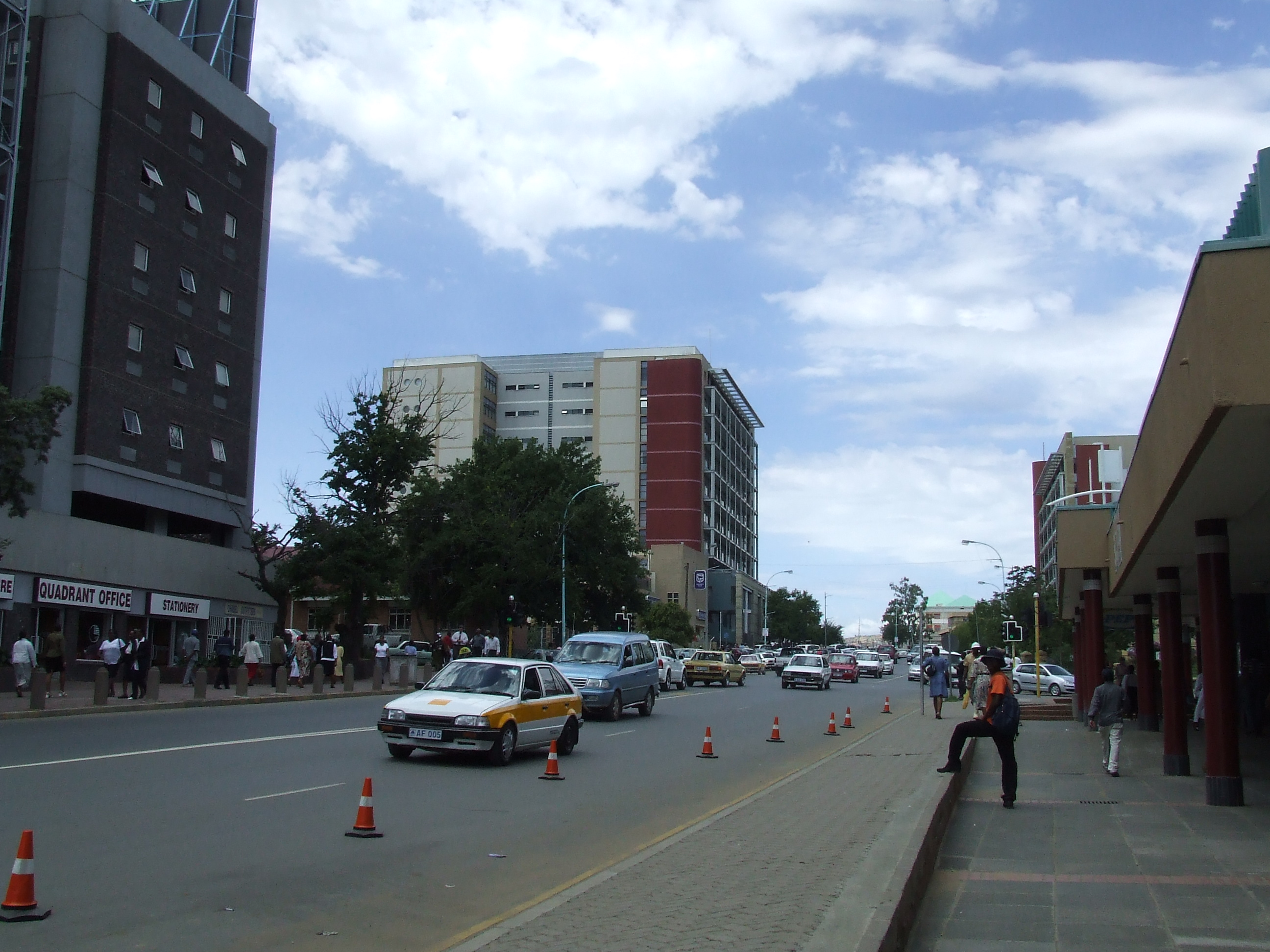
Route principale Kingsway

Le commerce de la ville est concentré dans deux quartiers d'affaires centraux voisins, qui se sont développés autour de Kingsway et constituent d'importants pôles d'emploi. Le quartier d'affaires ouest abrite de grands immeubles de bureaux, des grands magasins et plusieurs banques. Le quartier d'affaires est accueille principalement des commerces plus petits, des marchés et des vendeurs ambulants. Les quartiers d'affaires centraux sont les principaux pôles d'emploi de la ville.
L'économie de Maseru connaît une croissance très rapide, notamment en termes d'investissements étrangers et de tourisme depuis l'indépendance de la Grande-Bretagne, et de ruine économique après les violences politiques de 1998. Depuis les émeutes, la ville s'efforce de réparer les dommages causés.
L'industrie de Maseru est divisée en deux zones principales. La zone au nord des quartiers d'affaires centraux, le long de Moshoeshoe Road, abrite des minoteries et d'autres grandes entreprises. L'autre zone industrielle se situe au sud des quartiers d'affaires centraux, dans le quartier de Thetsane, et abrite principalement des entreprises de textile et de chaussure.
Jusqu'en 2004, Maseru bénéficiait d'une industrie textile en pleine croissance, soutenue et financée par des entreprises chinoises. Depuis l'expiration de l'Accord multifibres, l'industrie textile du Lesotho a diminué. La production de la ville comprenait autrefois des bougies, des tapis et des produits en mohair, mais ces produits ont été éclipsés par l'industrie sud-africaine.

## Transport
Une ligne de chemin de fer fut construite en 1905, la gare de Maseru devint alors le terminus d'une branche de la ligne sud-africaine reliant Bloemfontein à Bethlehem.
Kingsway, la route rejoignant l'aéroport Mejametalana (anciennement aéroport Leabua Jonathan) et le Palais Royal, a été la première route pavée au Lesotho. Après avoir été auparavant juste un chemin de terre, celui-ci a été rénové en 1947 pour la visite des membres de la famille royale britannique. Il est resté le seul axe routier goudronné du pays jusqu'à l'indépendance du Lesotho en 1966. Deux routes principales mènent à l'extérieur de Maseru, principale nord 1 vers le nord-est et la principale sud 1 au sud-est vers Mazenod et Roma. La route de la South African N8 mène depuis le poste frontière de Maseru Bridge ouest vers Ladybrand et Bloemfontein.
L'aéroport international de Maseru (code AITA : MSU) se trouve à proximité, à Thoteng-ea-Moli, Mazenod.

## Climat
Maseru a un climat subtropical de hautes terres (classification climatique de Köppen : Cwb), la ville étant classée par des étés chauds et pluvieux et des hivers frais à froids et secs. La température quotidienne moyenne en été — de décembre à mars dans l'hémisphère sud — est de 22 °C (72 °F). En hiver, entre juin et septembre, la température moyenne est de 9 °C (48 °F). Le mois le plus chaud est janvier, avec des températures comprises entre 15 et 33 °C (59 et 91 °F). Pendant le mois le plus froid, juillet, les températures varient de −3 à 17 °C (27 à 63 °F). Les précipitations moyennes varient de 3 mm en juillet à 111 mm (4,4 pouces) en janvier.
| Mois                                | jan. | fév. | mars | avril | mai  | juin | jui. | août | sep. | oct. | nov. | déc. | année |
| ----------------------------------- | ---- | ---- | ---- | ----- | ---- | ---- | ---- | ---- | ---- | ---- | ---- | ---- | ----- |
| Température minimale moyenne (°C)   | 16,1 | 15,9 | 14   | 10,2  | 6,4  | 2,6  | 2,6  | 5,5  | 9,4  | 12,4 | 13,5 | 15,4 | 10,3  |
| Température moyenne (°C)            | 20,5 | 19,5 | 18,1 | 14,7  | 10,6 | 8,1  | 8,1  | 11,1 | 14,9 | 17,4 | 18,2 | 19,2 | 15    |
| Température maximale moyenne (°C)   | 26,8 | 26   | 24,9 | 21,6  | 17,9 | 15,8 | 14,7 | 17,8 | 22   | 24,6 | 25,3 | 26,1 | 21,9  |
| Ensoleillement (h)                  | 287  | 263  | 259  | 241   | 247  | 232  | 254  | 279  | 278  | 276  | 279  | 307  | 3 202 |
| Précipitations (mm)                 | 114  | 89   | 96   | 67    | 29   | 12   | 14   | 15   | 19   | 63   | 80   | 93   | 691   |
| Nombre de jours avec précipitations | 13   | 10   | 11   | 8     | 6    | 3    | 3    | 3    | 3    | 8    | 10   | 10   | 88    |
| Humidité relative (%)               | 37   | 42   | 43   | 42    | 38   | 35   | 32   | 27   | 24   | 30   | 34   | 35   | 35    |

| Diagramme climatique                                  |          |          |            |           |           |           |           |         |            |            |            |
| J                                                     | F        | M        | A          | M         | J         | J         | A         | S       | O          | N          | D          |
| 26,816,1114                                           | 2615,989 | 24,91496 | 21,610,267 | 17,96,429 | 15,82,612 | 14,72,614 | 17,85,515 | 229,419 | 24,612,463 | 25,313,580 | 26,115,493 |
| Moyennes : • Temp. maxi et mini °C • Précipitation mm |          |          |            |           |           |           |           |         |            |            |            |

## Éducation
L'université nationale du Lesotho est située à Roma, distant de Maseru de 32 kilomètres.

## Lieux de culte
Parmi les lieux de culte, il y a principalement des églises et des temples chrétiens : Apostolic Faith Mission of South Africa, Église chrétienne de Sion, Anglican Church of Southern Africa, Archidiocèse de Maseru (Église catholique). Il y a aussi des mosquées.

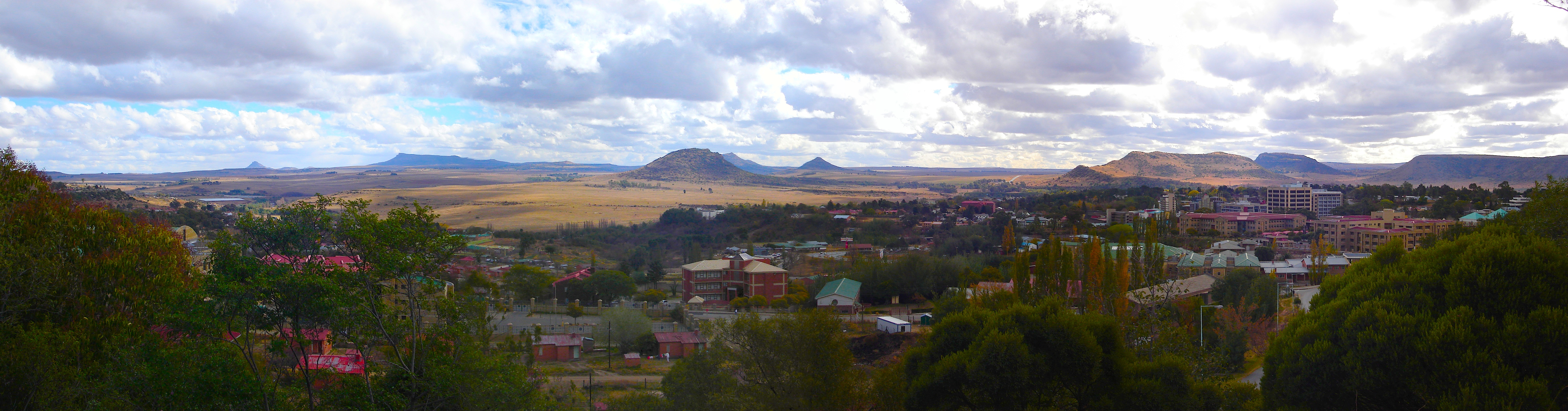
Panorama de la ville de Maseru

## Jumelage
- Austin (États-Unis) depuis 1978[19]